# بلوچ‌های ترکمنستان
بلوچ‌های جمهوری ترکمنستان 
(به بلوچی: ترکمنستان ءِ بلوچ) به ساکنان بلوچ‌تبار جمهوری ترکمنستان (شوروی سابق) گفته می‌شود.

## تاریخ
اولین گروه‌های مهاجر بلوچی به روسیه در اواخر قرن نوزدهم و اوایل قرن بیستم از خراسان بزرگ به صورت دسته‌های کوچک به آسیای مرکزی مهاجرت کردند و در ماری ترکمنستان ساکن شدند. بلوچ‌های ترکمنستان بیش تر از منطقه چخانسور واقع در استان نیمروز افغانستان به ترکمنستان آمده‌اند،
همچنین گروه کوچکی از بلوچ‌های ترکمنستان به خراسان ایران تعلق دارند و تیره‌هایی از براهویی بلوچ نیز در بین آن‌ها وجود دارد. در سال ۱۹۹۷ حدود ۳۸ الی ۴۰ هزار نفر بلوچ در ترکمنستان می‌زیسته‌اند، اگرچه برخی این آمار را ۵۰ هزار نفر و حتی بالاتر برآورد می‌کنند. وفاداری و تعهد جامعه بلوچی ترکمنستان به فرهنگ و زبان خود بسیار قابل توجه است.

## زندگی
کریم خان یکی از افراد سرشناس بلوچ های ترکمنستان است که به ترکمن هایی که توسط دولت شوروی دستگیر شده بودند کمک می کرد.
دوران اتحادیه جماهیر شوروی، کتاب‌های درسی به زبان بلوچی بر اساس خط لاتین و روزنامه‌های بلوچی در عشق آباد و مرو منتشر می‌شد، اما از زمان استقلال ترکمنستان، تمامی مدارس غیر زبان ترکمنی تعطیل شد.
بلوچ های ترکمنستان به زبان بلوچی و گویش رخشانی صحبت می کنند. بلوچ های ترکمنستان مسلمان اهل سنت هستند.